# 马来西亚进步党
马来西亚进步党（羅馬化：Malēciya Muṉṉēṟṟak Kaṭci；缩写：MAP）是马来西亚一个代表印裔社会权益的政党。

## 历史
马来西亚进步党是由前首相署部长（国家团结及社会和谐事务）、兴权会主席瓦塔慕迪成立的政党。该党在2018年9月向社团注册局申请注册，并于2019年7月16日注册成功。瓦塔慕迪宣布辞去兴权会主席职位，以专注领导大马进步党。
该党的目标是将会扮演着维护印裔社会的权益，确保印裔社会拥有更有效的代表。该党表示愿与希望联盟合作，但遭到拒绝。
作为一个以种族为基础的政党，大马进步党的成立引起了各方在印度社区团结和希盟联盟推行的非族群政策方面对该党的不同反应、批评和担忧。
2022年10月26日，大马进步党宣布在第15届全国大选中支持国民阵线。大马进步党主席瓦塔慕迪表示要完成帮助马来西亚印裔社会的任务。